# New African
Der New African ist ein monatlich erscheinendes, englischsprachiges Magazin mit Sitz in London und Accra. Es wendet sich an ein internationales Publikum und erscheint seit 1966. Der New African widmet sich schwerpunktmäßig Themen aus den Bereichen Politik, Kultur und Wirtschaft des afrikanischen Kontinents. Nach Angaben der Zeitschrift wurden 2005 monatlich 250.000 Leser mit einer Auflage von 45.530 Stück erreicht. 82 % der Auflage wurden in Afrika verkauft.
Der jetzige Herausgeber ist Anver Versi.
Der New African steht im Ruf, Kritik an umstrittenen afrikanischen Führern wie etwa an Simbabwes ehemaligen Präsidenten, Robert Mugabe oder am ehemaligen Präsidenten Liberias – Charles Taylor – herunterzuspielen oder diese Männer zu verteidigen. Beispiele dafür finden sich in der Ausgabe vom August/September 2008.